# Tahira Tahirova
Tahira Akbar qizi Tahirova (en azerí: Tahirə Əkbər qızı Tahirova, en ruso: Таи́ра Акпе́ровна Таи́рова; Bayramaly, 7 de noviembre de 1913-Bakú, 26 de octubre de 1991) fue una política y diplomática soviética. Trabajó como Ministra de Asuntos Exteriores de la República Socialista Soviética de Azerbaiyán de 1959 a 1983.

## Primeros años
Tahirova nació el 7 de noviembre de 1913 en Bayram-Ali (actualmente en Turkmenistán). Después de graduarse en la Universidad Estatal del Petróleo e Industria de Azerbaiyán (entonces Instituto de Industria de Azerbaiyán) en 1935, se convirtió en la primera mujer profesional azerbaiyana en obtener un título de educación superior relacionado con la industria petrolera. En 1940, fue nombrada directora del Instituto de Investigaciones Científicas de Azerbaiyán. A partir de 1942, trabajó en el Comité Central del Partido Comunista de Azerbaiyán y estuvo a cargo de entregar los suministros de petróleo necesarios al Ejército Soviético que luchaba contra el enemigo en el frente durante la Segunda Guerra Mundial. En 1949, comenzó a impartir cursos sobre exploración y desarrollo de pozos de petróleo en la Academia de Petróleo de Azerbaiyán y en 1953 obtuvo su doctorado.

## Carrera política
A partir de 1954, Tahirova ocupó varios puestos de alto rango en el Consejo de la Unión de Trabajadores de Azerbaiyán, Consejo de Ministros de la República Socialista Soviética de Azerbaiyán. En 1957, fue nombrada Ministra de Asuntos Exteriores de la República Socialista Soviética de Azerbaiyán. Sin embargo, su trabajo no comenzó hasta 1959 cuando se graduó de la Academia Diplomática del Ministerio de Asuntos Exteriores de la URSS. De acuerdo con las leyes soviéticas de la época, el ministro de Asuntos Exteriores de una república unida también estaba a cargo de otras funciones gubernamentales. Durante su mandato, logró la separación de funciones y, a petición suya, fue relevada de sus cargos adicionales dentro del gobierno en 1968 y se comprometió completamente con el servicio diplomático. Tahirova es conocida por llevar más diplomáticos azerbaiyanos al servicio exterior de la Unión Soviética y la academia diplomática del Ministerio de Asuntos Exteriores. Con frecuencia fue miembro de equipos diplomáticos soviéticos en las sesiones de la Asamblea General de la ONU. Además de eso, como mediadora, Tahirova dirigió el equipo de pacificación soviético durante la guerra Irán-Irak de 1980-1988.

## Premios
En 1976, Tahirova fue galardonada con la Orden de la Amistad de los Pueblos por su contribución especial al Ministerio de Asuntos Exteriores de la URSS, así como con la Orden de la Bandera Roja del Trabajo, la Orden de Lenin y la Orden de la Insignia de Honor. Hablaba turco, inglés y ruso con fluidez.
Tahirova falleció el 26 de octubre de 1991. Fue sepultada en la Avenida del Cementerio de los Honrados.